# رو جونگ یی
رو جونگ یی (کره‌ای: 노정의؛ زادهٔ ۳۱ ژوئیه ۲۰۰۱) بازیگر اهل کره جنوبی است. او بیشتر به خاطر ایفای نقش در فیلم سال ۲۰۱۶ به نام کارآگاه روح، مجموعه‌های تلویزیونی دوباره هجده سالگی (۲۰۲۰) و تابستان دوست‌داشتنی ما (۲۰۲۱–۲۲) شناخته می‌شود.

## فیلم‌شناسی

### مجموعه تلویزیونی
| سال       | عنوان                              | نقش                            | توضیحات       |
| --------- | ---------------------------------- | ------------------------------ | ------------- |
| ۲۰۱۱      | پسر سبزی‌فروش                       | جوانی هان ته این               |               |
| ۲۰۱۲      | رؤیای بلند ۲                       | شین هه پونگ                    |               |
| ۲۰۱۲      | پیشنهاد اثرگذار                    | هام ئه سول                     |               |
| ۲۰۱۲      | پزشک شاه                           | جوانی کانگ جی نیونگ / یونگ دال |               |
| ۲۰۱۲      | فول هاوس ۲                         | جوانی جانگ مان اوک             |               |
| ۲۰۱۲      | قوی باش آقای لی                    | نام سونگ آه                    |               |
| ۲۰۱۳      | بزرگ‌ترین                           | لی جی سوک                      |               |
| ۲۰۱۴      | درام ویژه - زیبا! اوه مان بوک      | کوان‌ها اون                     | درام تک قسمتی |
| ۲۰۱۴      | چشمان فرشته                        | جوانی یون سو وان               |               |
| ۲۰۱۴      | Store Struck By Lightning Season 2 | رو جونگ یی                     |               |
| ۲۰۱۴      | پینوکیو                            | جوانی چوی این‌ها                |               |
| ۲۰۱۶      | افسانه اوک‌نیو                      | جوانی یون شین هه               |               |
| ۲۰۱۷      | سزاوار نام                         | جوانی اوه ها را                |               |
| ۲۰۱۷      | جادوگر در دادگاه                   | جوانی ما یی دوم                |               |
| ۲۰۱۹      | بکشش                               | کانگ سول گی                    |               |
| ۲۰۱۹      | نمایش بزرگ                         | هان دا جونگ                    |               |
| ۲۰۲۰      | دوباره هجده سالگی                  | هونگ شی آه                     |               |
| ۲۰۲۱–۲۰۲۲ | تابستان دوست‌داشتنی ما              | ان‌جی                           | [ ۲ ]         |
| ۲۰۲۲      | ام عزیز                            | سو جی مین                      |               |